# Daoistisches Ritual

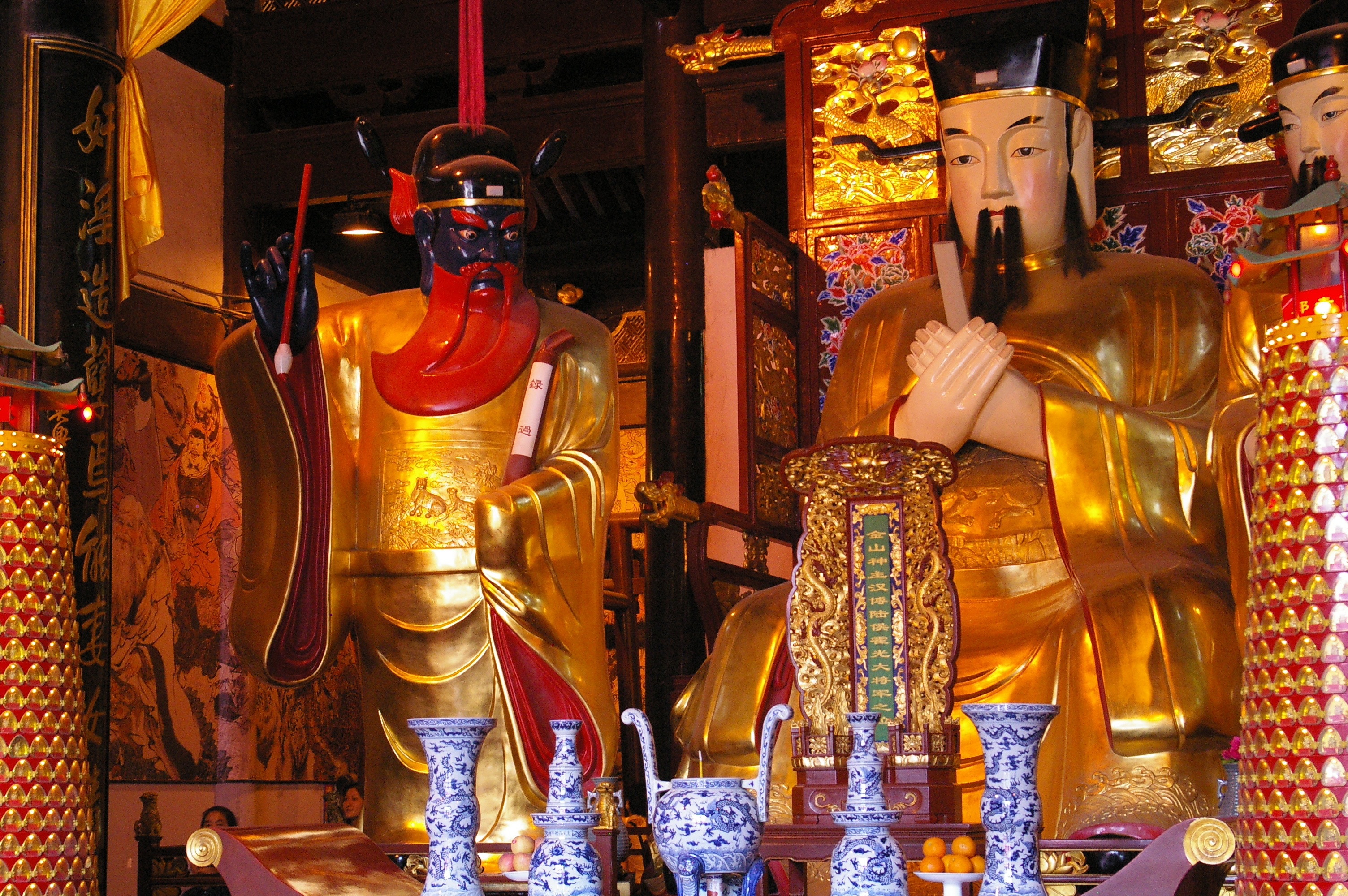
Tempel des Stadtgottes in Shanghai

Das daoistische Ritual bezeichnet rituelle Handlungen innerhalb des Daoismus, die von Daoshi oder Quanzhen-Mönchen und -Nonnen ausgeführt werden. Einfache Rituale wie Opferungen und Gebete werden im Daoismus auch von Laien ausgeführt, und diese nehmen teilweise als Gemeinde auch an den Ritualen der Spezialisten teil.

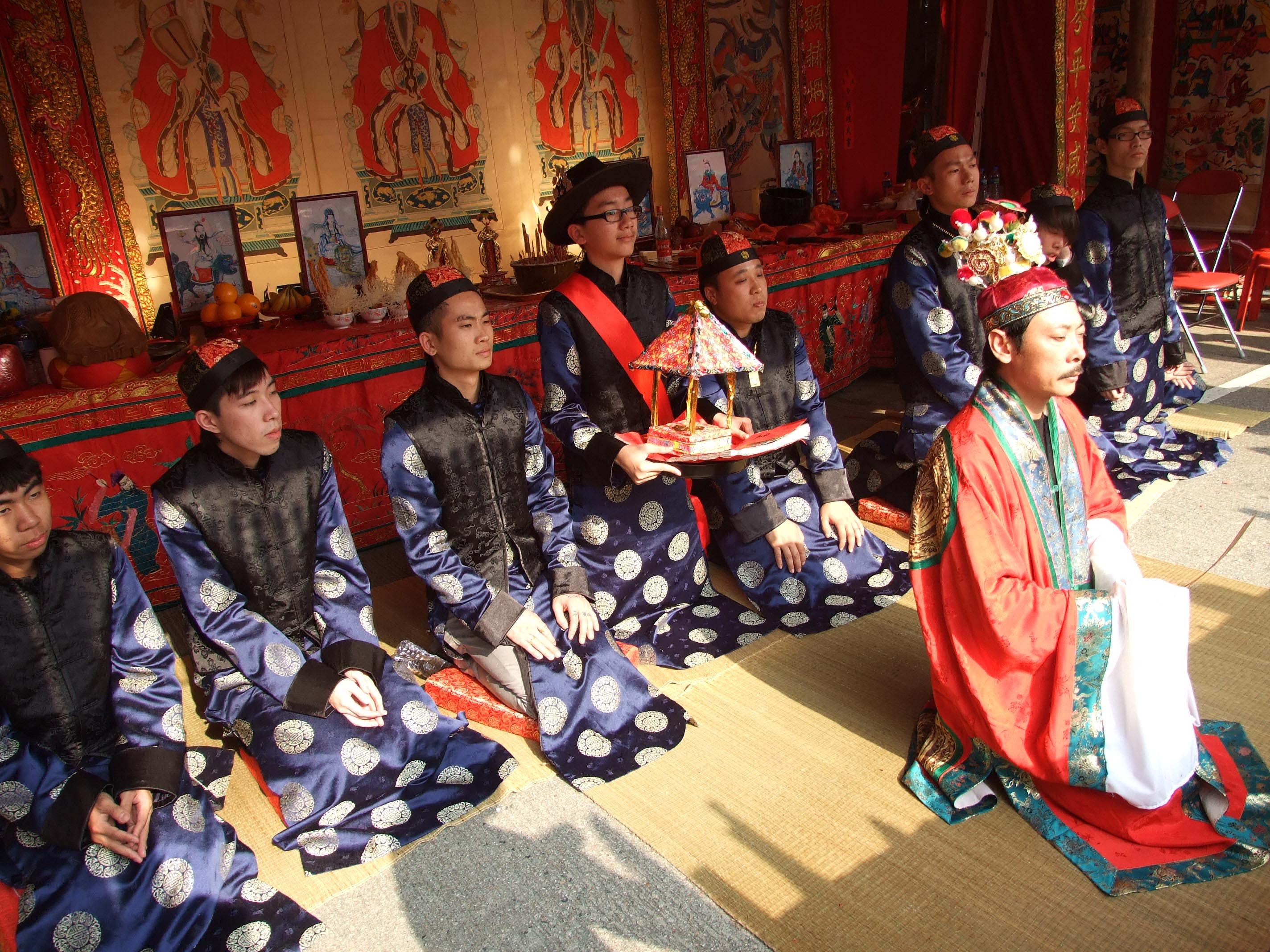
Daoisten bei einer zeremoniellen Feier

Es handelt sich dabei um komplexe und ausgearbeitete Rituale, in denen Gesang, Tanz und Rezitation zur Musik verschiedener Instrumente wie Glocken, Trommeln und Zymbeln praktiziert werden. Die Rituale erfordern auch Kostüme, Altäre, Öllampen, Weihrauchbehälter und Ritualgegenstände. Die Handlungen der Rituale beziehen sich beispielsweise auf Hofaudienzen, Exorzismus, Schwerttanz oder possenhafte Aufführungen. Die Rituale werden entweder von einem einzelnen Daoshi durchgeführt oder von einer Gruppe. Innerhalb der Gruppe gibt es häufig einen Hauptkantor und einen Nebenkantor, einen Verantwortlichen für das Weihrauchgefäß und einen Leiter für die Tänze. Während im Quanzhen-Daoismus die Rituale im Kloster aufgeführt werden, führen die Himmelsmeister ihre Rituale in ihrer Residenz oder in lokalen Tempeln und privaten Haushalten auf. Die daoistischen Rituale können jeder Gottheit eines lokalen Tempels gewidmet sein. Um die Rituale auszuführen werden ein tragbarer Altar und die Fünf wahren Talismane (wu zhenfu) aufgestellt, Rollen aufgehängt, welche die Drei Reinen, Zhang Daoling und den Obersten Herrscher der dunklen Himmel (Xuantian Shangdi) darstellen. Auch andere Götter und Geister von Himmel, Erde und Wasser werden dargestellt.

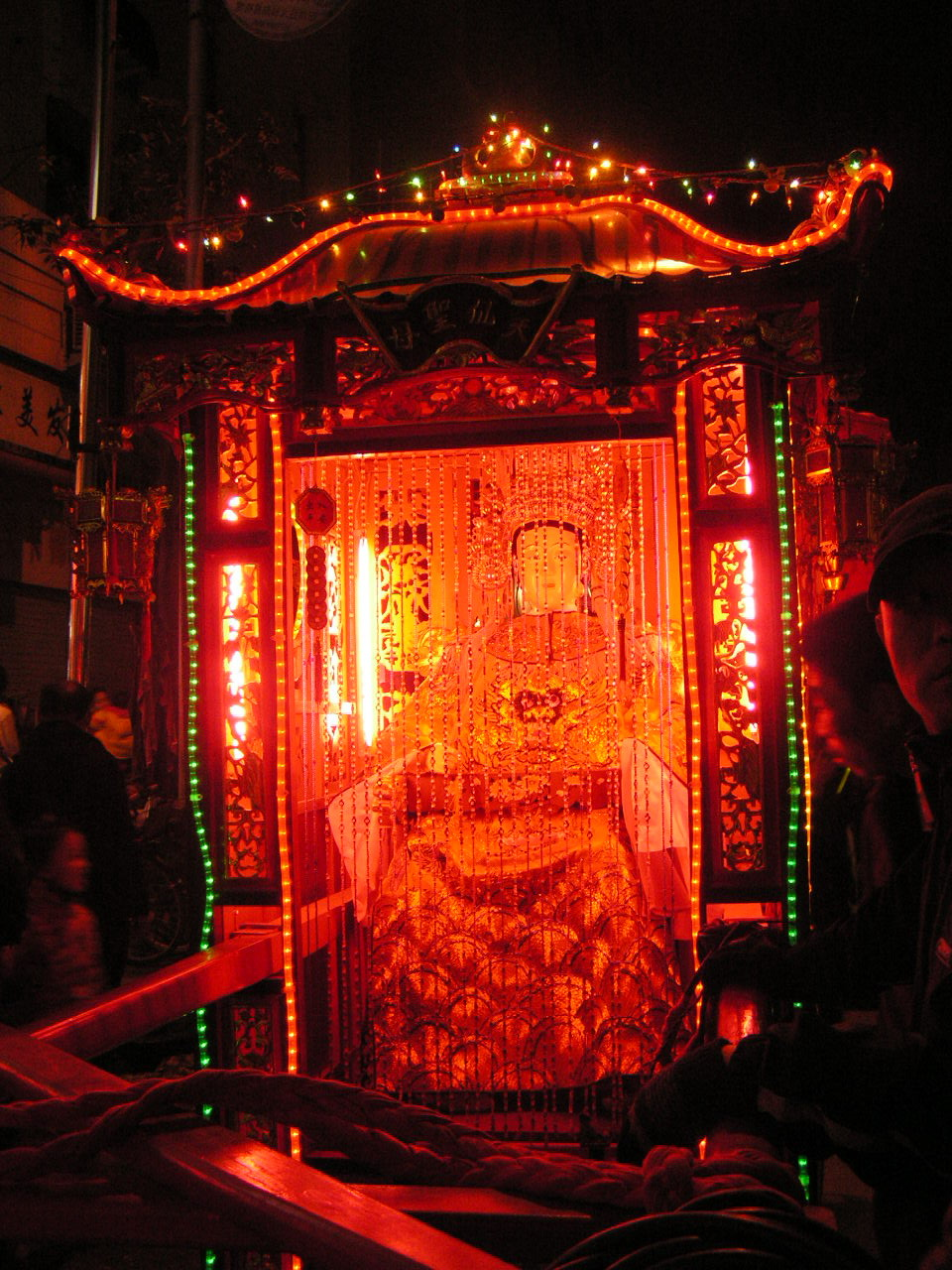
Parade einer daoistischen Göttin während des Chinesischen Laternenfests

Ritualgegenstände die vom Daoshi auf den Altar gelegt werden, sind das „Siegel der fünf Donner“, ein Horn aus Metall oder Büffelhorn, Schwert, Weihrauchbehälter, Wasserbehälter, Reisbehälter, Spiegel und Scheren, Schreibtafel, Tee, Wein und Reis. Die Rituale die im Daoismus praktiziert werden, finden auf einer symbolischen und transformativen Ebene statt und die jeweiligen Rituale werden zu bestimmten Zeiten wiederholt. Sie umfassen z. B. Darbietungen und Opfer, Gebete, Exorzismus und Requien sowie Meditation und Visualisierungen.

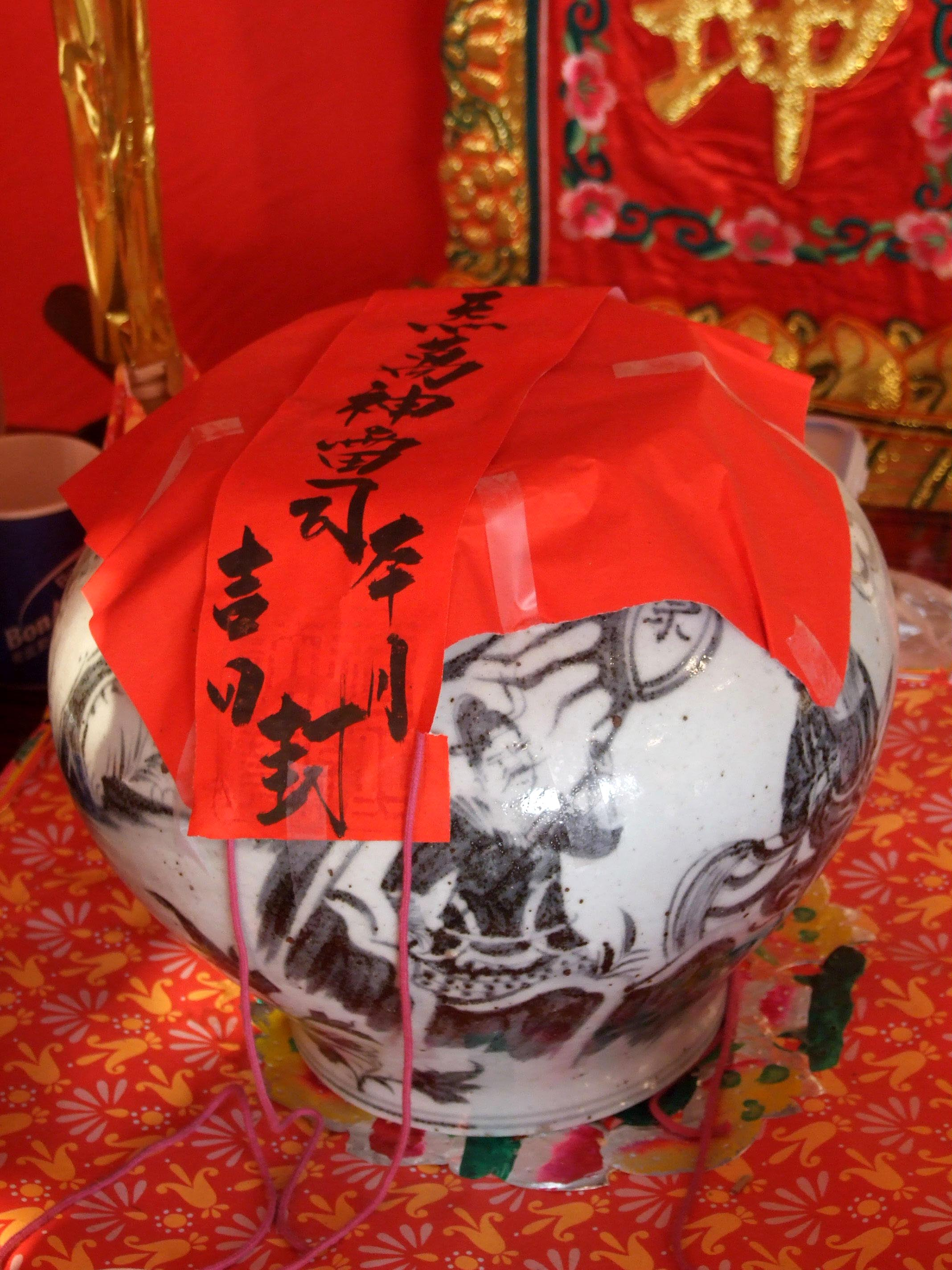
Wassergefäß auf einem daoistischen Altar

Weit verbreitete Rituale sind z. B. die der Fulu (Talismane und Register).

## Ursprünge daoistischer Rituale
Die Ursprünge daoistischer Rituale liegen in der Himmelsmeister-Bewegung der Han-Dynastie. Der spätere Shangqing-Daoismus trug zu den Ritualen einen meditativen und visionären Aspekt bei, während der Lingbao-Daoismus Liturgien in die daoistischen Rituale integrierte. Ein Großteil der Rituale entstand zwischen dem 5. und 9. Jahrhundert. In der Tang-Zeit von Zhang Wanfu und Du Guangting zusammengestellte Rituale sind den heutigen daoistischen Ritualen bereits sehr ähnlich. In der Song-Zeit aufgezeichnete Rituale hingegen sind häufig noch komplexer als die zeitgenössischen Rituale. In dieser Zeit kamen auch rivalisierende daoistische Schulen auf, die sich gegenseitig stark kritisierten und neue Pantheone, Liturgien und Rituale aufbrachten. Infolgedessen entwickelte auch der noch heute existierende Quanzhen-Daoismus eine eigene rituelle Tradition, die bis heute überliefert wurde.

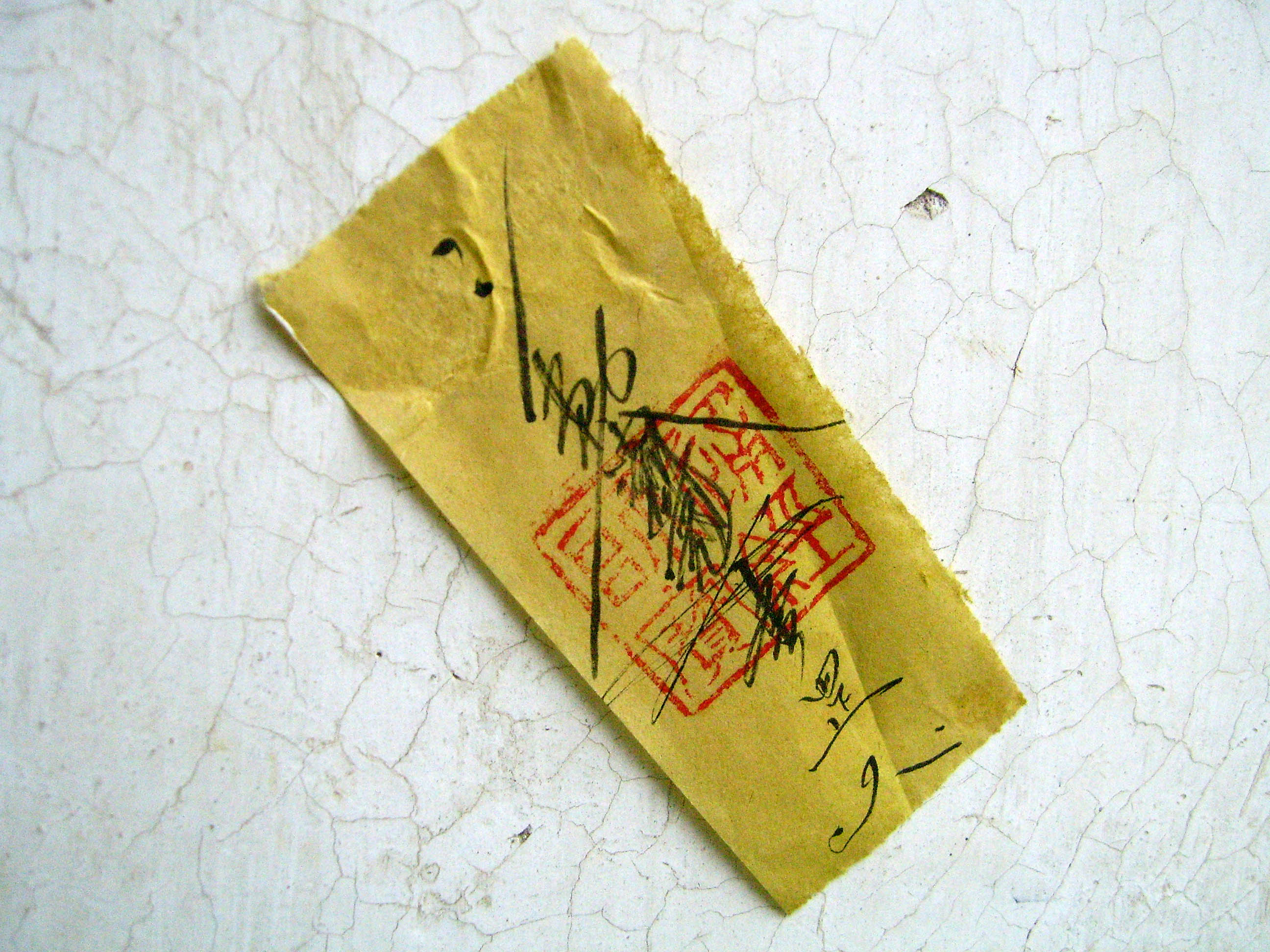
Daoistischer Talisman (Fu)

In Südchina entstanden in dieser Zeit neue daoistische Bewegungen, die alle das zeitgenössische daoistische Ritual Südchinas beeinflussten. Sogar Formen des Daoismus die auch schamanistische und volksreligiöse Elemente enthielten und deren Rituale nicht im daoistischen Kanon vertreten sind, hinterließen ihre Spuren in den Ritualen Südchinas, nicht nur unter den Han-Chinesen, sondern auch bei den Yao und anderen Völkern.

## Zeitgenössische daoistische Rituale
Die heutigen daoistischen Rituale sind durch eine Vielzahl von Überlieferungslinien mit den Ritualtraditionen des mittelalterlichen Daoismus und des Daoismus der späten Kaiserzeit verbunden. Dabei kann man auch unterschiedliche regionale Überlieferungen feststellen.

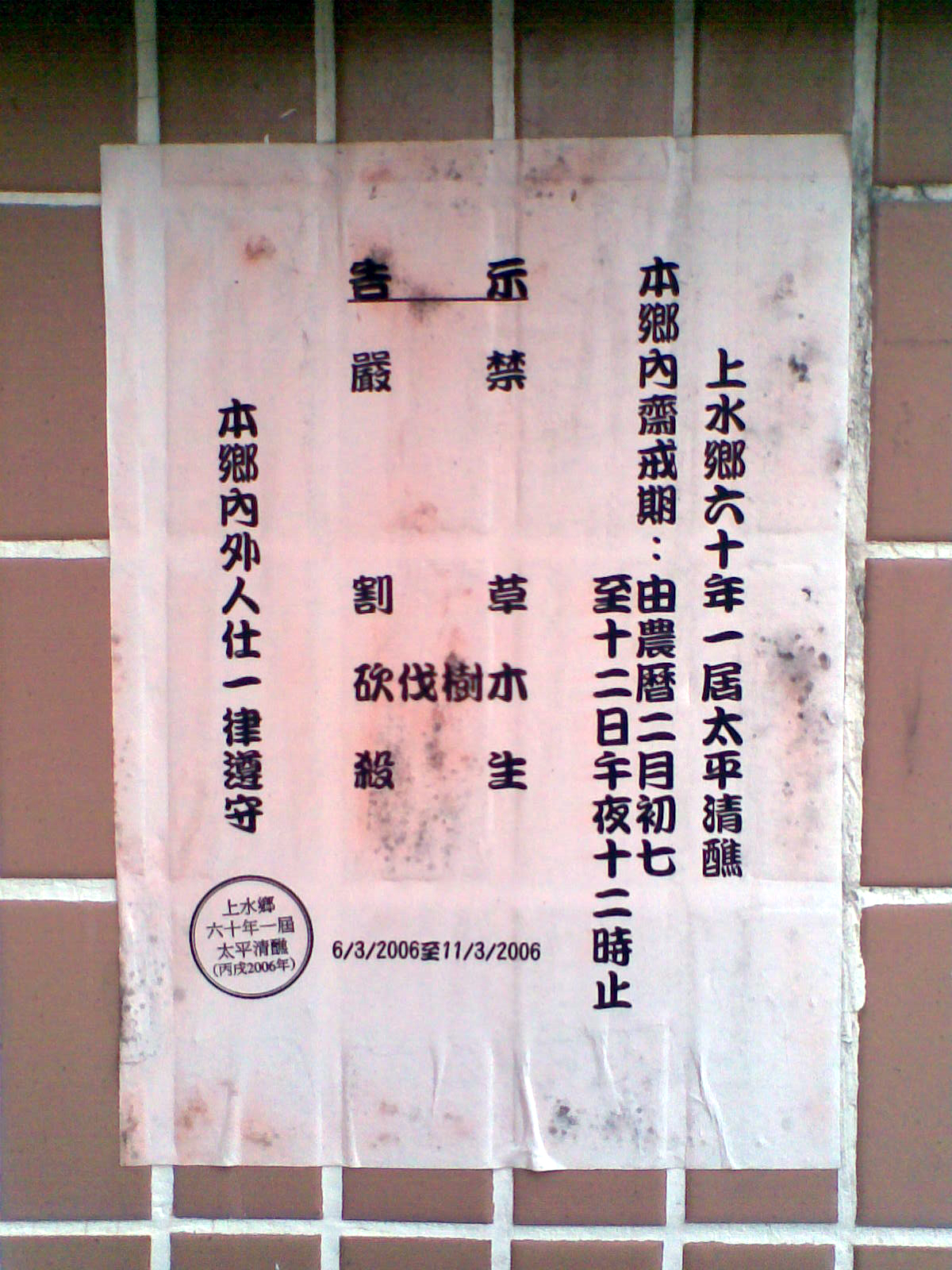
Denkschrift während eines Rituals

Im heutigen Daoismus gibt es zwei Haupttraditionen in Bezug auf die Rituale. Quanzhen und die Zhengyi-Lingbao-Tradition (Himmelsmeister-Daoismus), die in verschiedenen Ausläufern vorliegt. Der Quanzhen-Daoismus ist hauptsächlich in Nord-China aktiv, auch wenn er in einigen Gebieten Südchinas ebenso vertreten ist, z. B. in Zhejiang, Guangdong, Fujian und Hongkong. Die Rituale des Quanzhen-Daoismus sind wenig erforscht.
Zhengyi-Daoismus wird vom Vater zum Sohn weitergegeben oder vom Meister zum Schüler. Die meisten daoistischen Ritualspezialisten haben einen Wohnsitz und arbeiten von dort aus außerhalb ihres Hauses. Das Hauptquartier der Himmelsmeister liegt zwar traditionell auf dem Longhu Shan, jedoch haben lokale Überlieferungen viele verschiedene Ritualtraditionen hervorgebracht, sowohl in China als auch unter Überseechinesen.
Die Dokumentation dieser Traditionen ist noch nicht weit fortgeschritten. Erforscht wurden daoistische Ritualtraditionen vor allem auf Taiwan, wo man große Unterschiede zwischen den Ritualen im Süden und den Ritualen im Norden feststellte. Beispielsweise bestehen die Rituale in Nordtaiwan aus öffentlichen Opferungen, individuellen Ritualen und Requien. Eine Besonderheit der südlichen Daoisten ist es, dass sie keine Totenrituale abhalten. Die Rituale taiwanesischer Daoisten haben ihre Ursprünge in Fujian, so dass Fujian in Bezug auf daoistische Rituale wissenschaftlich besonders gut untersucht wurde. In Fujian wird zwischen den Ritualen der „Rotmützen“ und der „Schwarzmützen“ unterschieden. Die Schwarzmützen-Ritualisten in ihren Tempeln sind als klassisch und literarisch zu betrachten, während die Rotmützen volkssprachliche, orale Riten außerhalb von Tempeln praktizieren. Abgesehen von den klassischen Ritualen gibt es eine weit verbreitete Ritualtradition, die schamanistische und buddhistische Elemente mit dem Daoismus verbindet.
Die heutigen Rituale des Himmelsmeister-Daoismus in Quanzhou, Zhangzhou und Süd-Taiwan enthalten drei Hauptkategorien von Ritualen: Öffentliche Opferungen (jiao), Aufführung von Requien (gongde) und „Riten des kleineren Exorzismus“ (xiaofa). Begonnen werden die meisten Riten mit der Platzierung der „Fünf wahren Talismane“ der Lingbao-Tradition auf dem Haupt-Altar und um den Altar, wodurch ein heiliger Raum geschaffen werden soll. Als Nächstes wird der Altar gereinigt und versiegelt, die daoistischen Götter werden eingeladen und Räucherwerk und Tee werden dargebracht. Den Höhepunkt des Rituals stellt eine Denkschrift dar, die den Göttern präsentiert wird. In dieser wird der Zweck der Denkschrift erläutert und die Spender namentlich aufgeführt. Danach findet ein Feiern der Götter statt, das Ritual wird als erfolgreich verkündet, Danksagungen werden dargebracht und die Götter werden entlassen. Am Schluss wird manchmal auch der Altar wieder abgebaut.
Begleitet wird dieses äußere Ritual von inneren Visualisierungen des „Meisters von hohem Verdienst“. Dieser begibt sich auf eine innere Reise in unterschiedliche Sphären, die sich in Diagrammen am Boden, im Körper des Meisters und in den Himmeln befinden. Ausgeführt werden zu diesem Zweck Zaubersprüche, Fingerbewegungen und das Abschreiten von Symbolen, die mit mantischen Diagrammen, den daoistischen Sternen und den Hexagrammen des Yijing verbunden sind. Der „Meister von hohem Verdienst“ imaginiert eine Reise durch die verschiedenen Körpersphären bis in seinen Schädel, wo die höchsten Formen des Dao in einem astralen Palast emanieren, in dem er die Gedenkschrift vorlegt. Während der Imaginationen kann der „Meister von hohem Verdienst“, wie in bestimmten Stadien der inneren Alchemie, in einen Zustand geraten, der kindlich ist, jedoch altert er wieder, wenn er zum Altar zurückreist.
Daoistische Rituale enthalten drei Elemente des frühen Daoismus: Fasten und Reinigung, Praktiken des Dao und Verkünden der Verdienste. Den Abschluss der heutigen Rituale bildet die Verkündigung der Denkschrift vor dem Jadekaiser. Zu diesem Zweck steigt der Daoshi eine Treppe, die auf den Tempel ausgerichtet ist hinauf. Nachdem die Denkschrift dem Jadekaiser präsentiert wurde, dürfen Repräsentanten der Gemeinschaft manchmal selbst die Treppe besteigen, um die Verbundenheit zwischen den Göttern und der Gemeinschaft erneut zu bestätigen und zu festigen. Dieses erneute Abkommen soll der Gemeinschaft Erlösung bringen und ihren Status erhöhen.

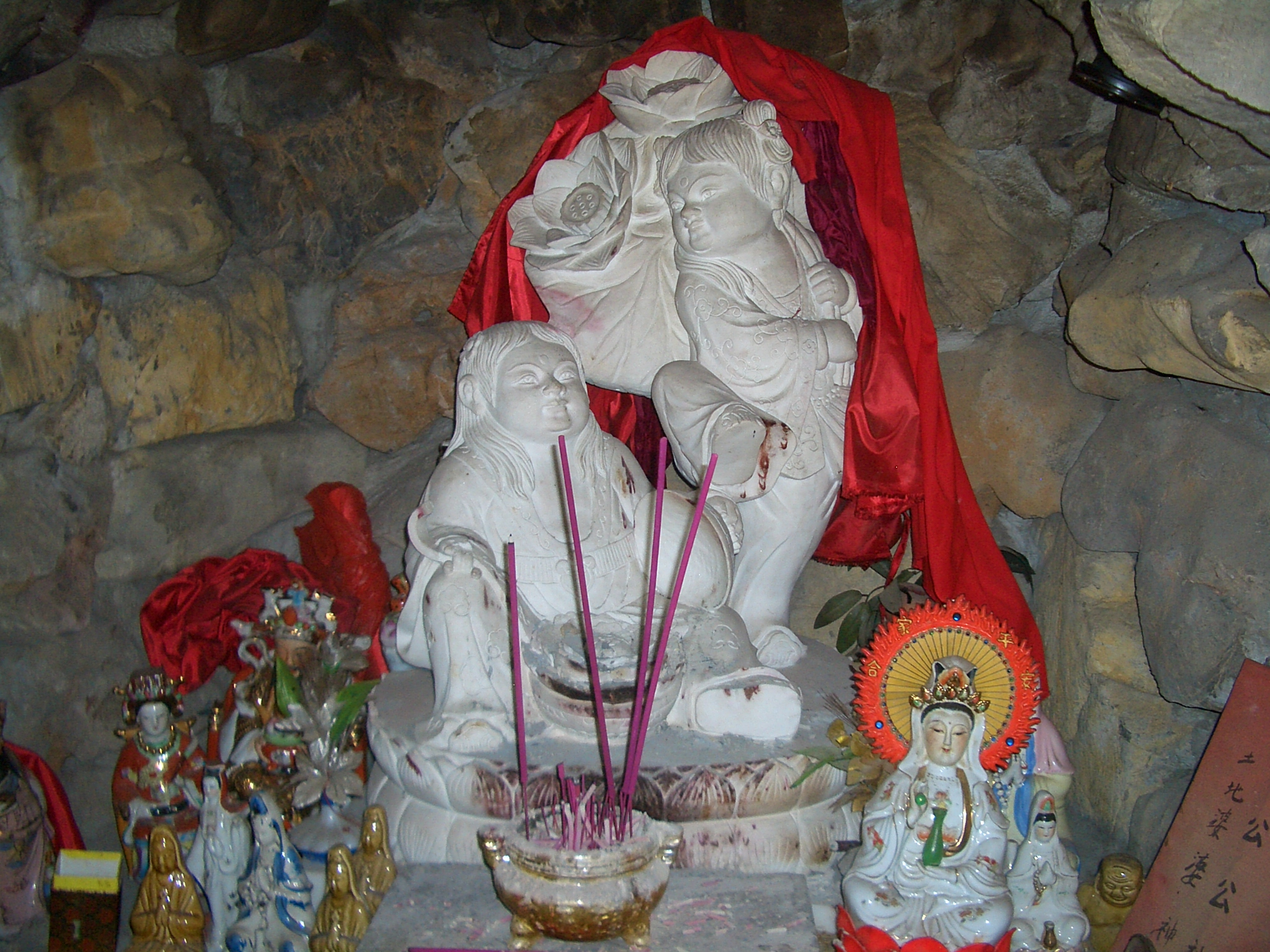
Statuen von zwei Unsterblichen im Tempel von Changchun, Wuhan

## Geschichte des daoistischen Rituals

### Himmelsmeister-Daoismus

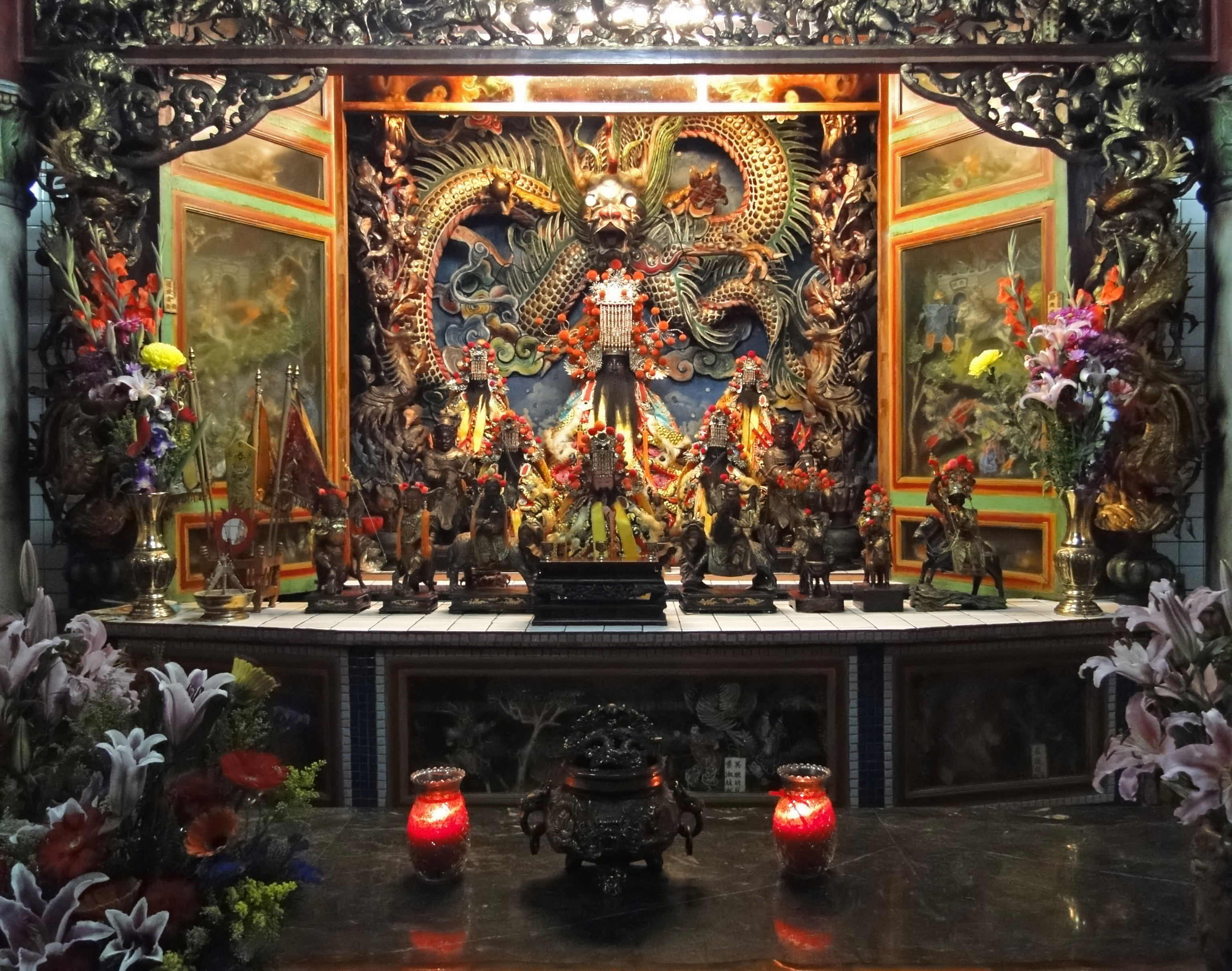
Das Innere eines daoistischen Tempels auf Taiwan

Rituale des Zhengyi-Himmelsmeister-Daoismus wurden von Zhang Lu begründet. In ihnen fließen verschiedene Elemente zusammen. Sie beziehen sich auf Rituale am kaiserlichen Hof und auf volkstümlichen Schamanismus und Mantik der vorkaiserlichen Zeit. (vgl. Fangshi, Wuismus). Möglicherweise hatte auch der zu dieser Zeit in China aufkommende Buddhismus einen gewissen Einfluss.
Von volkstümlichen Kulten unterschied sich der frühe Himmelsmeister-Daoismus darin, dass Blutopfer und Bezahlungen für Rituale nicht ausgeführt wurden. Gleichzeitig wurden von Hofaudienzen bürokratische und rituelle Praktiken übernommen. Diese Praktiken bezogen sich auf ein neues Pantheon des Daoismus, das anthropomorphe Personifizierungen des Dao darstellte.
Die alten, volkstümlichen Götter wurden nun zu Gui, „Dämonen“, die von den neuen Göttern der Drei Himmel kontrolliert wurden. Diese Gui galten nun als Energie und Bewohner der untersten sechs Himmel, die unbedeutend geworden waren und nun als Generäle und Verwalter der Toten angesehen wurden. Innerhalb des Daoismus wurde tradiert, dass Laozi selbst Zhang Daoling die Herrschaft über Götter und Dämonen durch Register derselben gegeben habe.
Bürokratische Elemente lassen sich z. B. in Praktiken finden, in denen die „Drei Ämter“ (Sanguan) von Himmel, Erde und Wasser (Unterwelt) Dokumente in dreifacher Form erhielten, die rituell verbrannt, begraben oder versenkt wurden.
Das Ritual der Himmelsmeister war vor allem mit Meditation und dem Sündenbekenntnis verbunden. Diese wurden in Kammern der Stille oder Andachtsräumen durchgeführt. Aus einer Shangqing-Schrift des 5. Jahrhunderts wurden derartige Rituale rekonstruiert: Ein Hauptelement war das Falu, „Anzünden des Weihrauchgefäßes “(des Körpers). Dabei wurden die Körpergottheiten und kosmischen Kräfte im Körper visualisiert, wodurch der Adept zu den Göttern gelangen und dort eine Gedenkschrift vorlegen konnte. Am Ende des Rituals durchströmten den Adepten noch einmal kosmische Kräfte und die Körpergottheiten zogen in den Körper zurück. Danach wurde das Weihrauchgefäß abgedeckt (Fulu).
Das aus der gleichen Schrift rekonstruierte Chuguan-Ritual bezieht sich auf die Register, die der Adept erhalten hat. Deren Gottheiten wurden als sich verkörpernd vorgestellt, der Adept betete um Heilung und Hilfe und sprach Bekenntnisse aus, woraufhin dann Rituale ausgeführt wurden, die mit dem Berichten von Verdiensten zu tun hatten (Yangong).
Andere Schriften, in denen die frühe Ritualistik der Himmelsmeister erscheint, sind das Taiping Jing und der Xiang'er Kommentar zum Daodejing. Ein früher, Rituale betreffender Text, der im Daozang und in Dunhuang-Manuskripten fragmentiert vorkommt, ist das Zhengyi Fawen („Ritual-Kompendium der Orthodoxen Einheit“).
Eine weit verbreitete Praxis der Himmelsmeister war das Gesundbeten, da angenommen wurde, dass Krankheiten aus Sünden entstehen und selbstverursacht sind. Gleichfalls wurde angenommen, dass die Toten, auch Verwandte und Ahnen, üble Handlungen begehen konnten, so dass zum Zwecke der Gesundung nicht nur die eigenen, sondern auch die Sünden der Vorfahren berichtet wurden. Diese Berichte wurden in formalen Schriften und Petitionen, die um Verzeihung baten, an die Götter gesandt. Sie wurden von einem Meister des Rituals, der in den Andachtsräumen arbeitete, durch Meditation übermittelt.
Die Hierarchie der Himmelsmeister bestand zu dieser Zeit aus „Qi-Zerstreuenden“-Ritualmeistern, so genannten „Ritualmeistern des Trankopfers“, die für die Leitung von Ritualen zuständig waren, so genannten „Dämonen-Soldaten“ mit einem niedrigeren Rang und den Gemeinen, „Dämonen“ genannten. Die Ritualmeister waren dafür zuständig, mittels Visualisierungen und der Herbeirufung der Körpergottheiten die Gedenkschriften an die höheren Götter des Pantheons zu übermitteln. Gleichfalls wurden zu Heilungszwecken Talismane benutzt oder in gesegnetem Wasser aufgelöste Asche von Talismanen getrunken.
Von den Himmelsmeistern eingerichtet wurden Initiationen zu bestimmten Graden. Die Initianden erhielten beispielsweise Register der Körpergottheiten, die ihnen unterstellt waren. Möglicherweise wurden auch Sexualriten und das Verschmelzen von Körpergottheiten ausgeführt, wie ein späterer Shangqing-Text vermuten lässt. Buddhisten griffen diese sexuellen Rituale später an und sie wurden dann auch von Reformen innerhalb des Daoismus stark unterdrückt.
Durch Einflüsse des Shangqing und des Lingbao veränderten sich die Rituale der Himmelsmeister im 4. und 5. Jahrhundert. Körpergottheiten wurden vermehrt visualisiert, es gab eine Zunahme von Reinigungs- und Schutzritualen, es gab eine stärkere Strukturierung der Eingabe von Denkschriften und Petitionen. Rituale, die sich auf Ordination und Übertragung bezogen, unterlagen einer stärkeren Formalisierung und Standardisierung. Da der Daoismus auch im Volk populärer geworden war, begannen in dieser Zeit auch Ritualmeister, während der kommunalen Küchenfeste Jiao-Opferungen abzuhalten.
Während der Tang-Dynastie wurden zum ersten Mal vor den Jiao-Opferungen bestimmte Denkschriften präsentiert. Dabei wurden die Denkschriften spezieller und nahmen in der Anzahl zu. In ihnen wurden nun eine Vielzahl von Belangen und Bedürfnissen angegeben, die auch Inhalt der Rituale waren.
Daoistische Rituale wurden nur an glückverheißenden Tagen abgehalten, so dass bestimmte Schriften der Tang-Zeit sich auf kalendarische Beobachtungen und rituelle Tabus beziehen, die für die Durchführung von Ritualen von Bedeutung waren. Diese Tradition geht zurück bis auf die Vor-Qin-Zeit.
Auch Exorzismus und Vertreibung von Dämonen sind eine aus früheren Zeiten erhalten Tradition, die die Himmelsmeister fortsetzten. Zum Zwecke des Exorzismus wird der passende Talisman benutzt und der Name des Dämons wird ausgerufen, wodurch er in seine wahre Gestalt gezwungen und vom Priester eingefangen wird.
Listen von Dämonen erscheinen schon in frühen daoistischen und in mittelalterlichen Schriften. Beispiele sind hier das Nüqing Gulu (Dämonen-Statut von Nüqing), das Wushang Biyao (Geheime lebensnotwendige Güter des Allerhöchsten) und das Lingbao wugan wen (Fünf Entsprechungen des Lingbao)

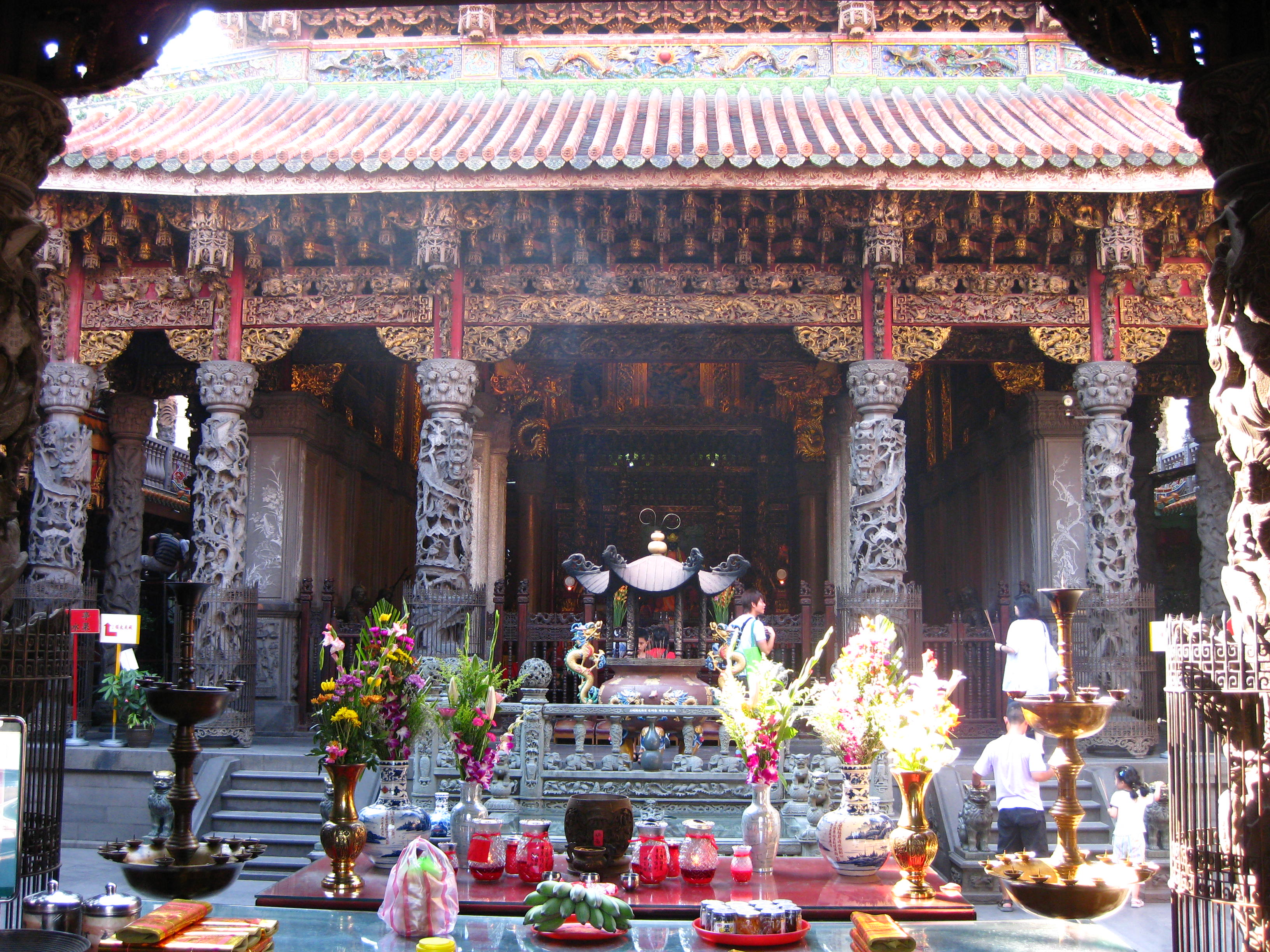
Daoistischer Zushi-Tempel auf Taiwan

### Shangqing, Lingbao und andere Schulen
In der Shangqing-Schule, die sich auf die okkulten Traditionen in der Jiangnan-Region und auf Meister wie Ge Hong bezog, wurden Meditationsformen und Visualisierungen verstärkt ausgearbeitet, besonders auch die Visualisierung von Körpergottheiten. Das daoistische Pantheon wurde stark erweitert, so galten z. B. die Sterne und die Unterwelt nun als mit Palästen und ihren Beamten ausgestattet. Die späteren daoistischen Rituale wurden vom Shangqing stark beeinflusst und enthielten meditative und visionäre Praktiken dieser Schule.
Die Lingbao-Schule war hingegen mehr an kommunalen Ritualen orientiert, die für den späteren Daoismus grundlegend wurden. Vom Buddhismus übernommen wurden in frühen Schriften und Liturgien Elemente wie das universelle Heilsziel, Teile des Pantheons und Rezitation wichtiger Schriften. Gleichfalls wurden auch Rituale wie das Umkreisen des Altars übernommen.
Teilweise gab es auch buddhisierte Formen von Zhengyi-Ritualen. So gab es Totenrituale, in denen für die Bewohner der Neun Reiche der Unterwelt, wie bei den Himmelsmeistern, Gedenkschriften präsentiert wurden, die sich auf Illumination und Erlösung dieser Toten bezogen. Trotzdem gab es im Lingbao auch noch ältere Elemente chinesischer Rituale wie den Gebrauch von Talismanen auf dem Altar, die mit den kosmischen Mächten verbinden sollten. Die Talismane des Lingbao werden auch in heutigen daoistischen Ritualen auf Taiwan noch verwendet.
In vielen Lingbao-Schriften wird, dem Buddhismus gleich, besonders der Kult um heilige Schriften und die Rezitation derselben betont. Insgesamt wurden die buddhistischen Elemente jedoch mit einer idealisierten Form der Rituale am Hofe der Han und mit noch älteren, „schamanistischen“ Formen visionärer Mystik vermischt.
Während der Zeit der Sechs Dynastien gab es lokale Traditionen, die chiliastisch ausgerichtet waren. Da der Buddhismus in der Zeit des 5. und 6. Jahrhunderts an Einfluss gewann, wurde versucht, in dieser Zeit die Rituale des Daoismus zu vereinheitlichen und zu kodifizieren, so dass daoistische Enzyklopädien über Glaubensannahmen und Praxis aufkamen. Charakteristisch sind hier beispielsweise die Schriften Lu Xiujings. In diesen Schriften werden 19 Zhai-Rituale erwähnt, eine Ritualform, die auch später noch von großer Bedeutung war. Allgemein werden die Zhai-Rituale dieser Zeit in drei Gruppen eingeteilt: Zhai-Rituale des „gelben Registers“ für die Toten, Zhai-Rituale des „goldenen Registers“ für die Lebenden und Zhai-Rituale des „Jade-Registers“ für den kaiserlichen Hof.
Während der Tang-Dynastie wurde der Daoismus vom Kaiserhof gefördert, da Laozi als Vorfahre der Dynastie galt. An Dunhuang-Funden kann man erkennen, dass der Daoismus in dieser Zeit weiter die Rituale der Initiation pflegte und es Hierarchien von Registern, Schriften und Liturgien gab. Auch Siegel und Talismane wurden weiter überliefert. In dieser Zeit entwickelte der Daoismus auch einen Requien-Ritualdienst, der sich weit ausbreitete. Ritual-Kompendien der Tang-Zeit erwähnen Rituale, die zu den bis dahin bekannten Zhai-Ritualen hinzugefügt wurden. Einige Schriften zählen 24 Zhai-Zeremonien und 42 bis 72 Jiao. In der Tang-Zeit verbanden sich die Zhai-Zeremonien mit den Jiao-Opfern, jedoch wurden die Jiao später eigenständig. Im heutigen Südosten Chinas wird der Begriff Zhai heutzutage noch für Requien benutzt, während Jiao kommunale Opferriten sind.

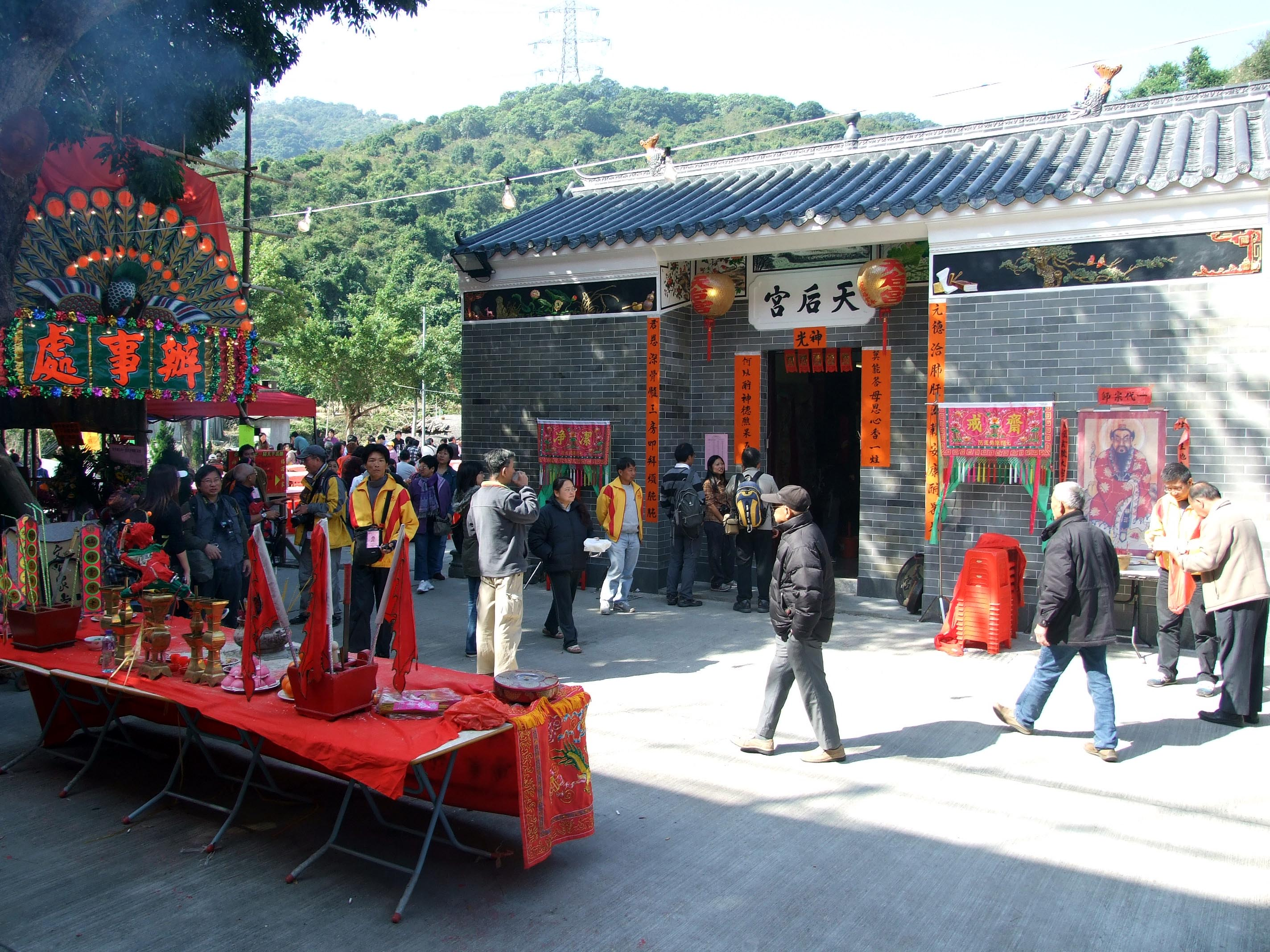
Taiping jing Jiao im Tianhou-Tempel

Unter den ältesten Schriften, die Jiao erklären, sind auch einige Schriften Zhang Wanfus, der folgende Elemente beschreibt: Als erstes werden der Altar und der Sitz der Götter errichtet. Danach wird der Altar gereinigt, die Eintrittsformel wird gesprochen und der Weihrauchbehälter entzündet. Es folgt das Heraustreten der Körpergottheiten und die Einladung an die Beamten der Register, zusammen mit dem Verlesen der Gedenkschrift und Opfern. Danach werden die Götter wieder zurückgeschickt und Körpergottheiten und Erdgottheiten werden angewiesen, wieder zu ihren Posten zurückzukehren. Die Beamten werden hineingerufen, das Weihrauchgefäß wird gelöscht, es wird eine Hymne gesungen um die Götter zurückzuschicken und eine Ausgangsformel gesprochen.
Nach dem Untergang der Tang-Dynastie sammelte der Hof-Daoist Du Guangting (850–933) Teile der daoistischen Tradition und stellte sie neu zusammen. Diese wurden dann die Grundlage für viele Sammlungen von Liturgien der Song-Zeit. Aus der späten Tang-Zeit sind Quellen erhalten, die neue Ritual-Traditionen beschreiben, in denen der Daoismus mit lokalen und regionalen Kultformen verschmolz.
Zur Zeit der Song-Dynastie lagen die daoistischen Rituale in ihrer komplexesten Form vor, jedoch wurde auch versucht, die daoistischen Rituale zu Einfachheit und traditionellen Formen zurückzuführen. Während der Song-Zeit gab es verschiedenen Hauptschulen des Daoismus, die alle über Liturgie-Kompendien verfügten.
Lin Lingsu (1076–1120) war der Begründer der Shenxiao-Schule. Er überbrachte dem Kaiser Song Huizong, der als Inkarnation einer Shenxiao-Gottheit angesehen wurde, neu enthüllte Riten. Ein Charakteristikum der Shenxiao-Schule ist der Gebrauch von Talismanen und Diagrammen, Lampen, Siegeln und Bannern. Auch innere Visualisierungen während der Liandu-Rituale sind kennzeichnend. Ebenfalls wurden neue Wulei-Rituale eingeführt.
Yang Xizhen (1101–1124) war der Begründer der Tongchu-Schule. Er soll heilige Texte in einer Höhle des Maoshan gefunden haben.
Bis auf das 10. Jahrhundert zurück geht die Tianxin-Schule. In ihren Ritualen werden ältere Shangqing-Praktiken mit Exorzismus und Liturgien verbunden. Quxie Yuan (Das Büro zur Austreibung abweichender Kräfte) stellte das spirituelle Hauptquartier der Mächte dar, und Tianpeng war einer der Hauptgeister des Exorzismus. An Talismanen wurden hauptsächlich drei verwendet, die der Sanguang (Sonne, Mond und Sterne), des Perfekten Kriegers (Zhenwu) und der Geister des großen Wagens (Tiangang).
Zu Shu (889–904) gilt als Begründerin der Qingwei-Schule. Historisch ist diese Schule aber erst ab dem 13. Jahrhundert nachweisbar. In dieser Schule wurden frühere daoistische Liturgien miteinander verbunden. Zudem gab es hier einen buddhistischen Einfluss, da tantrische Mandalas während der Donner-Rituale verwendet wurden.
Das Daofa Huiyuan (Korpus daoistischer Rituale) aus der Ming-Zeit enthält Qingwei-Rituale. Darunter eine große Anzahl an Liandu- und Donnerritualen, die aus unterschiedlichen Schulen und Traditionen stammen. Zhao Yichen veröffentlichte viele dieser Rituale. Er wurde selbst durch Qingwei-Riten geheilt und gilt als Synkretist. Die Ming-Zeit brachte jedoch nicht nur die Tendenz hervor, Traditionen zu verschmelzen, sondern es entstanden auch viele regionale Ritualformen und lokale und volkstümliche Religionsformen verbanden sich mit dem allgemeinen Daoismus.
Die daoistischen Rituale der Qing-Zeit wurden wenig erforscht. Das Zangwai Daoshu (Daoistische Schriften außerhalb des Kanons) ist eine wichtige Quelle für bestimmte Ritualtraditionen der Qing-Zeit, ebenso liegen spezielle Sammlungen vor, wie z. B. eine sich im Britischen Museum befindende Quelle von Liturgien aus Zhangzhou.

## Praxis
Das Opfern von Schriften stellt nach Kristofer Schipper ein zentrales Element des daoistischen Rituals dar. Tatsächlich werden während vieler Rituale Schriften erschaffen und verbrannt, so auch die Fünf wahren Schriften, die dazu dienen, die heilige Sphäre des Dao zu manifestieren. Gleichfalls gibt es Rituale, in denen ganze Texte verbrannt werden. Trotzdem interpretieren andere Wissenschaftler das Opfern von Schriften lediglich als Akt der Opferung und nicht als Schlüsselelement der Rituale.
Veränderte Wahrnehmungen und Erfahrungen von Raum und Zeit durch komplexe Transformationen des Körpers (Bianshen), stellen ein weiteres Schlüsselelement daoistischer Rituale dar. Dabei spielt der Altar eine wichtige Rolle. Er repräsentiert die zwei Sphären der Meditations- oder Reinigungshalle und des äußeren Altars für die Opferungen. Der Altar stellt symbolisch eine Höhle in einem Berg dar. Er wird durch symbolische Handlungen wie dem Auslegen der Fünf Talismane zu einer Konstruktion vieler Schichten, die kosmologische Symbole darstellen, durch die die kosmischen Mächte übertragen werden. Diese Symbole stellen beispielsweise die daoistischen Gottheiten dar, Sonne, Mond und Sternenkonstellationen, Hexagramme, das Bagua und numerologische magische Quadrate. Die innere Landschaft des Priesters ist jedoch die wichtigste Sphäre des Altars. Er stellt gleichfalls einen Berg mit drei Höhlen dar. Seine Dantian enthalten Paläste im Kopf, im Herzen und das untere Zinnoberfeld im Abdomen. Der daoistische Priester ist durch seinen Körper mit dem gesamten Kosmos verbunden, der durch die inneren Visualisierungen und diese Verbundenheit die Mächte in die Sphäre des Altars bringt.
Zu Beginn wird der Altar rituell gereinigt und es werden Generäle und spirituelle Truppen angerufen. Dies dient dazu, um an den Pakt zwischen Zhang Daoling und Laozi zu erinnern und ihn zu erneuern, in welchem Laozi Zhang Daoling die Register aushändigte. Die Haupthandlung des zentralen Ritus ist es, die Fünf wahren Talismane auf dem Altar auszulegen, um reine kosmische Kräfte anzuziehen. Dies findet ohne Licht statt. Nach dem Auslegen der Fünf wahren Talismane werden dann nacheinander erst eine Lampe, zwei Lampen, drei Lampen und dann alle (10 000) Lampen entzündet, durch ein Licht, das von außerhalb des Tempelraumes gebracht wird.
Durch unterschiedliche Methoden werden dann die Götter, kosmische Mächte und spirituelle Kräfte angerufen, beispielsweise durch das Verbrennen von Talismanen und Visualisierungen. Diese Kräfte und Götter erscheinen dann auf dem Altar, woraufhin man ihnen Opferungen wie Wein und Weihrauch darbringt. Danach werden heilige Schriften auf den Altar gelegt, die rezitiert werden. Dies dient dazu, dass unter den Augen der Götter die Schriften neu enthüllt werden. Dabei wird angenommen, dass solche Schriften innerhalb von zehntausenden von Jahren einmal enthüllt werden. Die heiligen Schriften repräsentieren so einen kosmischen Zyklus. Das derartige Beschleunigen kosmischer Zyklen auf dem Altar soll dazu führen, dass der Priester und die Gemeinde Verdienste erlangen. Während der Rituale werden auf einer Bühne Theater aufgeführt, um die Götter zu erfreuen. Hier werden dann auch die Verdienste verkündet. Am Ende der Rituale werden dann die Götter weggeschickt, die Talismane verbrannt und der Altar abgebaut.
Dem daoistischen Ritual zugrunde liegend ist eine Kosmogenese in Form einer Art Theater, die die Wiedererschaffung des Kosmos symbolisiert, die Vollendung eines Zyklus der Offenbarung und einen kosmisch aufgeladenen Raum. Durch die inneren Rituale ruft der Daoshi die kosmischen Kräfte in seinen Körper, um sie dann in die Sphäre der rituellen Raumzeit zu bringen. Die inneren kosmischen Kräfte werden in den Weihrauchbrenner und in das Reinigungswasser projiziert, durch welches der Altar gereinigt wird, indem der Daoshi dieses über sein Schwert spuckt.
Die Götter und das Gefolge werden von dem Daoshi in seinem eigenen Körper beschworen und mit ihren Entsprechungen in den astralen Palästen verschmolzen. Der Körper des Daoshi wird in den komischen Körper Laozis verwandelt, und es werden geistige Armeen beschworen, um den Altar zu reinigen. Die räumliche Sphäre wird vom Daoshi in das „Land des Dao“ verwandelt. Die wichtigste Visualisierung und Meditation der Rituale betrifft eine Umkehr der Zeit: Der Daoshi nimmt die Form eines kleinen Kindes an und reist durch seinen mikrokosmischen Körper zum Palast des Jadekaisers, der im Schädel liegt. Dort wird eine Denkschrift, die die Zwecke des Rituals enthält, präsentiert. Auf der Rückreise, die zu seinem Abdomen führt, wächst der Daoshi wieder heran.